# It Doesn't Have to Be This Way
It Doesn't Have to Be This Way is een nummer van de Britse band The Blow Monkeys uit 1987. Het is de eerste single van hun derde studioalbum She Was Only a Grocer's Daughter.
"It Doesn't Have to Be This Way" is een van de bekendste nummers van The Blow Monkeys. Het nummer wist de 5e positie te behalen in het Verenigd Koninkrijk. In de Nederlandse Top 40 bereikte het nummer een bescheiden 29e positie, terwijl het in de Vlaamse Radio 2 Top 30 goed was voor een 23e plek.